# Lopaphus sinensis
Lopaphus sinensis är en insektsart som först beskrevs av Wen-Xuan Bi 1995.  Lopaphus sinensis ingår i släktet Lopaphus och familjen Diapheromeridae. Inga underarter finns listade i Catalogue of Life.